# Échographie Doppler

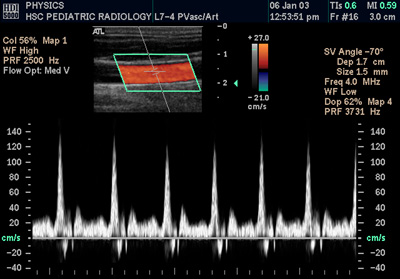
Echographie doppler avec analyse spectrale de l'artère carotide commune

Pour les articles homonymes, voir Doppler.
L'échographie Doppler est un examen médical échographique en deux dimensions non invasif qui permet d'explorer les flux sanguins intracardiaques et intravasculaires. Elle est basée sur un phénomène physique des ultrasons : l'effet Doppler. Elle est souvent surnommée écho Doppler.
- L'effet Doppler permet de quantifier les vitesses circulatoires.
- L'échographie permet de visualiser les structures vasculaires.

En pratique médicale l'échographie Doppler est utilisée pour explorer le réseau artériel et le réseau veineux afin d'évaluer certaines affections : thrombose veineuse profonde (phlébite), varices, artériopathie, thromboses, anévrismes, etc.

## Historique
Au cours des dernières années 1940, le Dr George Ludwig au Naval Medical Institute (Bethesda, Maryland, États-Unis) applique pour la première fois des ultrasons au corps humain à but médical. Puis John Wild utilise les ultrasons en 1949 pour estimer l'épaisseur des tissus intestinaux. Après cette étape fondamentale, il a été qualifié de « père des ultrasons médicaux ».
L'ultrasonographie médicale est ensuite utilisée à l'université de Lund en Suède par le cardiologue Inge Edler et par Carl Hellmuth Hertz, fils du physicien Prix Nobel Gustav Ludwig Hertz. Hertz connaissait déjà l'utilisation des ultrasons pour l'examen non destructif des matériaux à l'aide d'un réflectoscope.
C'est le 29 octobre 1953 que l'équipe Edler-Hertz réussit la première mesure de l'activité cardiaque grâce aux ultrasons. Le 16 décembre de la même année, cette méthode leur permet de réaliser un écho-encéphalogramme.
Les développements de cette technique par l'équipe du professeur Ian Donald en Écosse à la maternité de l'hôpital royal de Glasgow conduisent aux premières applications en diagnostic. Ces travaux aboutissent à une publication dans The Lancet le 7 juin 1958, sous le titre « Investigation of Abdominal Masses by Pulsed Ultrasound ».
L'année suivante, le physicien japonais Shigeo Satomura est à l'origine d'une version commerciale d'un appareil de mesure des pulsations des vaisseaux sanguins par effet Doppler, le Doppler Rheograph de la société NEC. Auparavant, en équipe avec des cardiologues de l'hôpital universitaire d'Osaka, Satomura avait tenté d'observer les pulsations du cœur et des vaisseaux sanguins, étude suivie de la publication en 1965 du décalage ultrasonore de battements cardiaques par l'émission d'un signal à 3 MHz.
En 1962, après deux ans de recherches, Joseph Holmes, William Wright, et Ralph Meyerdirk réalisent le premier scanner mode-B manuel, commercialisé en 1963 par Physionic Engineering. C'est le début du modèle le plus populaire de l'histoire des scanners à ultrasons.
L'année 1964 voit le développement des travaux du professeur Ian Donald et du docteur James Willocks en Écosse, conduisant l'équipe à évaluer les mesures de la tête du fœtus et du développement de son corps. À la suite de l'ouverture du nouvel hôpital Queen Mother's Yorkhill, les travaux du docteur Stuart Campbell sur la céphalométrie conduisent à évaluer par ultrasons la progression de la grossesse et diagnostiquer ses complications diverses.
À la fin des années 1960, le Docteur Gene Strandness et le bio-engineering group de l'Université de Washington conduisent une recherche sur l'utilisation du Doppler ultrasonore comme outil de diagnostic des maladies vasculaires en développant l'imagerie Duplex (le Doppler associé au scanning en mode-B). Ces travaux aboutissent à la vision en temps réel des structures vasculaires, tout en produisant des données hémodynamiques.
Léandre Pourcelot, enseignant-chercheur à l'INSA de Lyon puis à la faculté de médecine de Tours, est co-auteur en 1965 d'un compte-rendu à l'Académie des Sciences de l'article « Effet Doppler et mesure du débit sanguin », base de sa réalisation d'un débitmètre Doppler en 1967. On[Qui ?] considère qu'il est aussi le pionnier de la conception du scanner Doppler couleur en 1977.
En 1977, dans son livre L’Investigation vasculaire par ultrasonographie Doppler, le docteur Claude Franceschi établissait les bases du diagnostic Doppler des sténoses artérielles, notamment carotidiennes, toujours en cours depuis lors.
En ajoutant une interface de sa conception aux sondes d'échographie, il permet alors une focalisation du signal plus adaptée à la visualisation des vaisseaux superficiels. Grâce à cette évolution du matériel, on obtenait les premières images échotomographiques des artères du cou et des membres.
En 1986, il publie le tout premier livre d’échographie vasculaire, le Précis d'échotomographie vasculaire traduit en Italien, Compendio di ecotomografia vascolare.

## Technique
L’échographe Doppler est constitué d’un échographe classique couplé à une sonde Doppler. 
Lorsqu'un faisceau d'ultrasons traverse les cavités cardiaques ou les vaisseaux, l’écho renvoyé par les éléments figurés du sang (qui deviennent des émetteurs) aura une longueur d'onde plus longue (son plus grave) s'ils s'éloignent du capteur ; et une longueur d'onde plus courte (son plus aigu) s'ils se dirigent vers le capteur.
La sonde Doppler recueillera donc un écho dont la fréquence (longueur d'onde) sera différente de la fréquence d'émission.
La différence des fréquences d'émission (F) et de réception (F'), F - F', permet de calculer la vitesse et la direction des globules rouges.
Il existe deux modes d'émission Doppler :
- Le mode continu :
la sonde émet des ultrasons en permanence et les fréquences réfléchies par les globules rouges sont analysées continuellement. On recueille ainsi un spectre de vitesses correspondant à toutes les zones traversées par le faisceau. Il permet d'enregistrer des flux de très haute vélocité, sans limitation de vitesse mesurable, il permet ainsi d’analyser la vitesse maximale avec une grande précision. Son inconvénient est une moins bonne localisation du flux analysé ;
- Le mode pulsé :
la mesure s'effectue sur le déphasage émission/réception. La sonde fonctionne alternativement comme émetteur et comme récepteur. Il est possible de régler la période de la pulsation ce qui permet de sélectionner la profondeur de la zone explorée. Le flux enregistré est donc mieux repéré sur l'image. En revanche, les flux très rapides, au-delà d'une vitesse maximale mesurable, ne peuvent pas être enregistrés en Doppler pulsé.

Imagerie Doppler couleur de l'insuffisance valvulaire mitrale

Les modes de représentation des signaux recueillis par réflexion sont de plusieurs types :
- le mode A, ou mode « amplitude », avec examen dans l'axe du faisceau ;
- le mode B, ou mode bi-directionnel, qui produit un affichage en 2D ;
- le mode TM, ou mode « temps-mouvement », extension du mode A avec laquelle intervient le temps dans l'affichage de la brillance ;
- le mode 3D est multiangulaire ; le mode 4D étant un mode 3D en temps réel.

Les échographes Doppler actuels permettent un codage couleur des flux sanguins. Par convention, les flux positifs qui s'approchent de la sonde sont codés en rouge, les flux qui s'en éloignent sont codés en bleu.
Il permet ainsi une visualisation directe des flux sanguins qui se superposent à l'image en échographie bidimensionnelle en échelle de gris. 
Il se pratique en général en remontant depuis les veines des membres inférieurs jusqu'aux veines iliaques et caves inférieures.

## Diagnostic
L'échographie Doppler est utilisée dans le diagnostic des atteintes des vaisseaux et du cœur :
- cœur : cardiopathies congénitales, valvulopathies, péricardites ;
- artères : sténoses, thromboses (athérosclérose), anévrismes, claudication intermittente, ischémie aiguë ;
- veines : thromboses veineuses profondes, varices.

L'échographie Doppler est souvent un examen de première intention. En effet, il est relativement peu coûteux et il possède une grande sensibilité, en particulier pour le diagnostic des thromboses veineuses profondes.
Cependant il est parfois nécessaire d’effectuer des examens plus approfondis pour préciser le diagnostic comme des angiographies.

## Risques
L’échographie Doppler est un examen non invasif, c’est-à-dire qui ne nécessite pas d’effraction de la barrière que constitue la peau. Cela permet d’éviter les risques d’infection.
De plus, cet examen est indolore et atraumatique, les ultrasons étant sans danger pour les tissus. Il peut donc être répété autant de fois que nécessaire.
Toutefois, comme pour toute exploration ultrasonore fœtale, l'échographie Doppler doit être réalisée avec les réglages appropriés tenant compte de la puissance acoustique émise afin d'éviter le risque de lésions fœtales potentielles. Les impacts d'une utilisation très prolongée sont méconnus.
Enfin il n’existe aucune contre-indication à cet examen ; il peut être pratiqué sur des femmes enceintes ou des enfants en bas âge.

## Limites
La qualité de l'imagerie obtenue est très variable d'un patient à l'autre. L'obésité et les déformations thoraciques rendent parfois l'examen difficilement interprétable.
La sonde étant manipulée manuellement, le plan de coupe de l’image obtenue peut varier. La qualité des résultats reste donc très dépendante de l’habileté et de l'expérience de l'opérateur.